# Griston
 (juin 2023).
Griston est une paroisse civile et un village du Norfolk, en Angleterre.